# Jan Dullaert

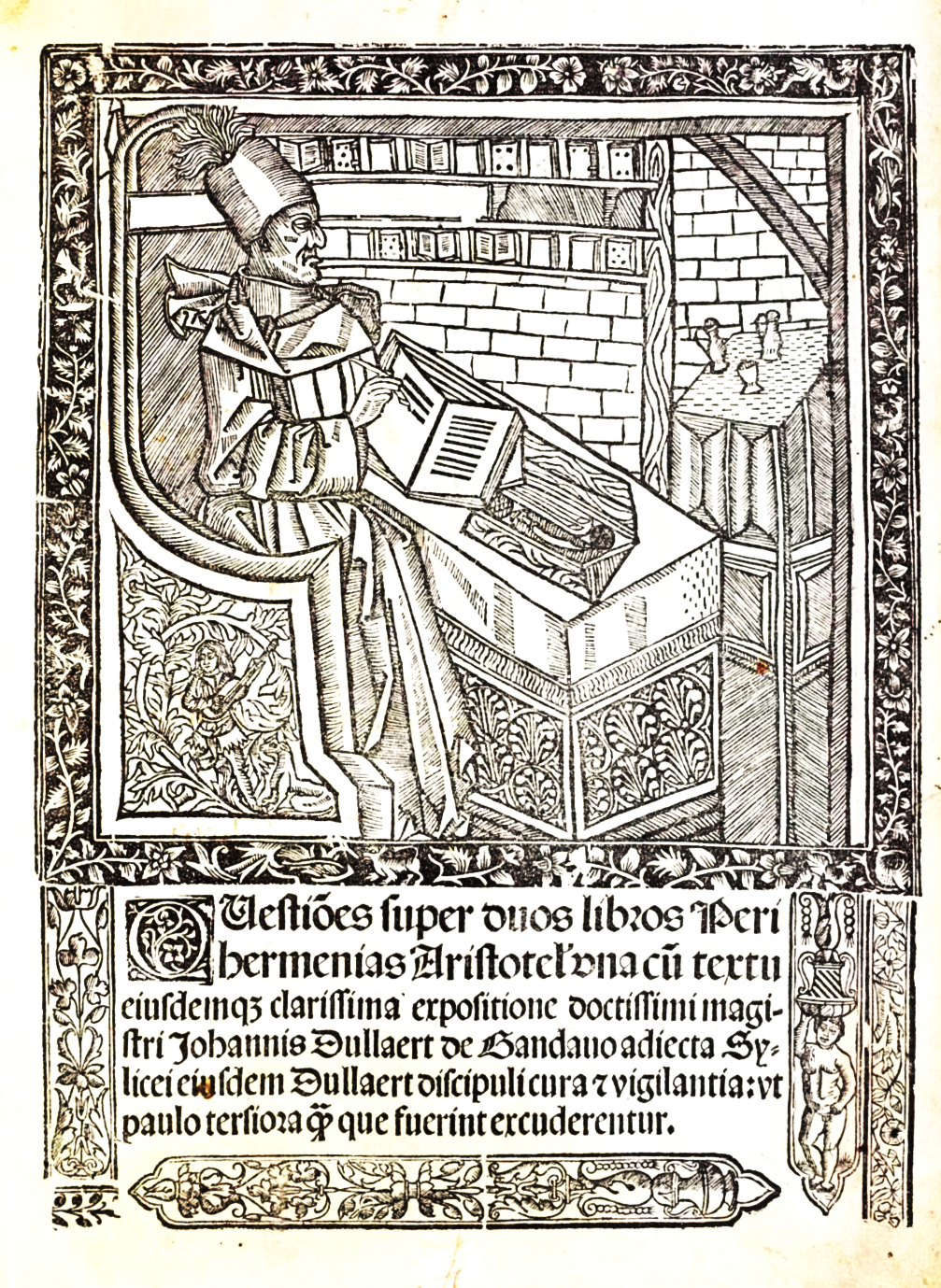
Gravure uit de Quaestiones super octo libros phisicorum Aristotelis necnon super libros de celo et mundo; gedrukt in Salamanca, 1517

Jan Dullaert (Gent, ca. 1489 – Parijs, 19 september 1513) was een Vlaamse filosoof en logicus die als Augustijner monnik in Frankrijk woonde. Hij lichtte de principes van de propositielogica toe in zijn commentaren op de werken van Aristoteles, gepubliceerd van 1506 tot 1509.
Hij beïnvloedde vele geleerden uit die periode, waaronder Gaspar Lax, Juan de Celaya en Juan Luis Vives.

## Biografie

### Afkomst
Op veertienjarige leeftijd werd hij naar de universiteit van Parijs gestuurd, waar hij filosofie studeerde onder leiding van John Mair.
Hij studeerde in theologie af aan het Collège de la Sorbonne en werd leraar. Hij leidde de cursus filosofie aan het college van Beauvais, waar hij doceerde Juan Luis Vives en de toekomstige kardinaal Juan Martínez Silíceo.
Hij keerde terug naar Gent, waar hij wordt beschuldigd van verraad tegen zijn vaderland en keert terug om te sterven in Parijs. Dullaert had een realistische kijk en verzette zich tegen de nominalistideeën uit die tijd.

### Werk

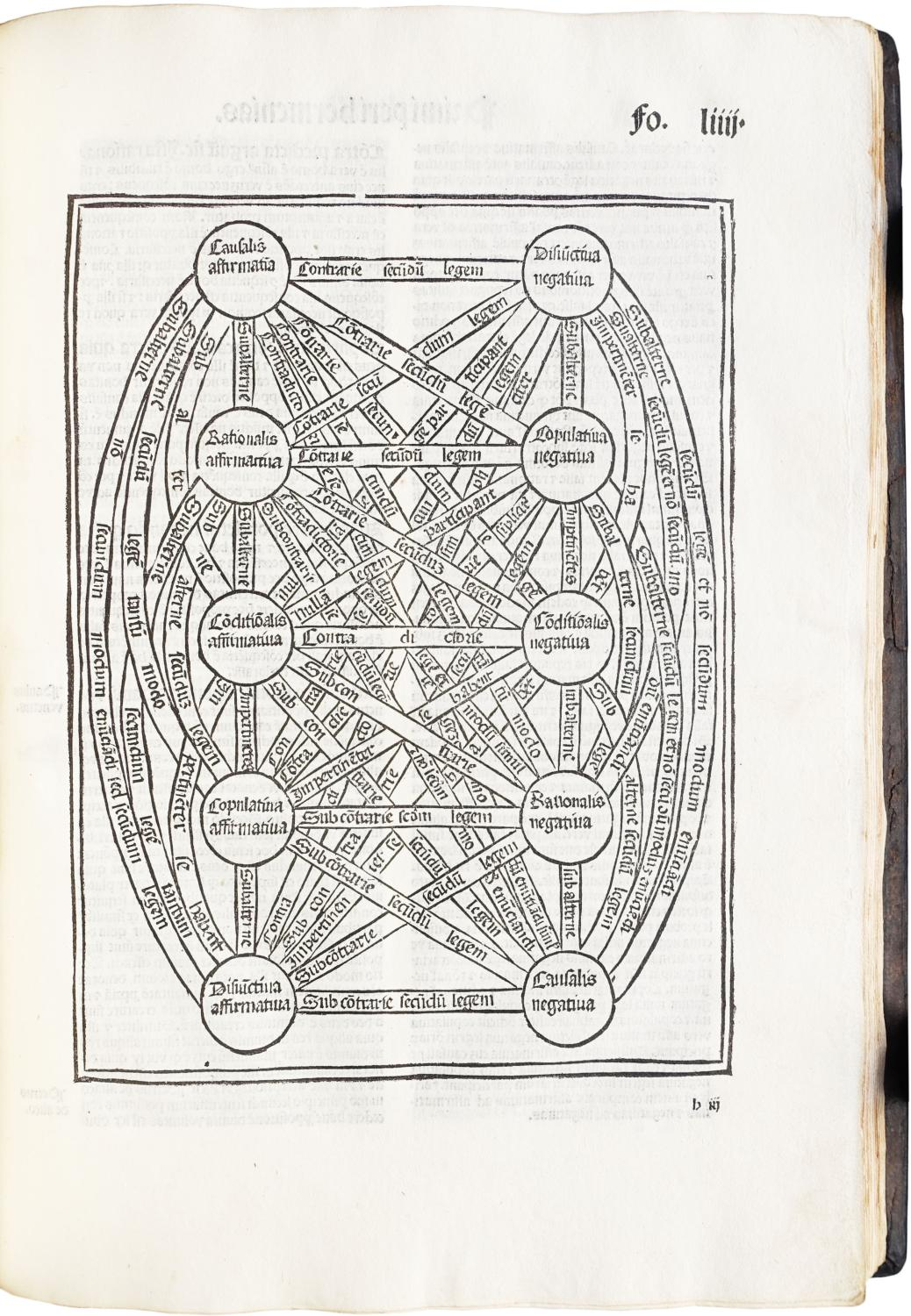
Pagina uit Quaestiones super octo libros phisicorum Aristotelis necnon super libros de celo et mundo; gedrukt in Salamanca, 1517

Onder zijn werken die bewaard zijn gebleven zijn: Questiones Joannis de Gandavo super tres libros de Anima Aristotelis (onder redactie van J. Campagna, gepubliceerd op 29 januari 1507). In 1509, nog steeds in Parijs, publiceerde hij een editie van de Questions sur la Physique samengesteld door de filosoof Johannes Buridanus. Verder zijn er de In Arisiotelis libros peri Hermenias commentaria; Questiones super octo libros physicorum, Aristotelis necnon super libros de Cœlo et Mundo. Postuum worden twee essays van Dullaert, een Tractatus Terminorumm en Questiones in praedicabilia porphyrii werden postuum gepubliceerd in Parijs in 1521 door Michel Lesclencher en Bernard Aubry. Er is ook, door Johannes de Gand of Gandavensis (de uitgever verwarde hem met Jean de Jandun), een Quaestiones, super Paruis naturalibus.